# Prince of Persia (игра, 1989)
Prince of Persia (с англ. — «Принц Персии») — компьютерная игра в жанре платформера, разработанная Джорданом Мекнером и давшая начало одноимённой серии.

## Оригинальная версия игры
Выпущена в 1989 году Brøderbund Software для Apple II. Позже портирована на множество других платформ, включая Amiga, Apple Macintosh, DOS, NES, Game Boy, Game Gear, SNES и Sega Genesis. Представляет собой двумерный платформер, совмещающий прыжки и бег по подземелью с боями на мечах. Обладала передовой для того времени графикой благодаря технологии ротоскопирования; автор игры провёл много часов за изучением видеозаписи движений своего брата, Дэвида Мекнера, с тем, чтобы сделать движения героя игры более реалистичными.
С появлением Prince of Persia: The Sands of Time игра из коммерческого ПО переведена в abandonware.
В апреле 2012 года исходные тексты оригинальной игры для Apple II, считавшиеся до этого утерянными, были опубликованы Джорданом Мекнером.

## Сюжет
Действие игры происходит в Персии. Султан находится на войне, и в его отсутствие великий визирь Джаффар пытается захватить трон. Джаффар схватил принцессу и дал ей час на размышления: стать его женой или умереть. Герой игры — истинная любовь принцессы; он должен сбежать из тюрьмы и спасти её до того, как истечёт этот час.

## Геймплей
Игра представляет собой платформер. Игрок берёт на себя роль Принца. Он должен сбежать из темницы и спасти принцессу. На это у него есть ровно 60 минут (в версии для приставки SNES — 120 минут). Игра проходит в режиме реального времени: игрок может гибнуть неограниченное количество раз и всегда будет оказываться на начале данного уровня и, если не уложится в указанное время, то проиграет, поскольку истраченное время не возвращается. Устройство темницы непростое: она многоуровневая, изобилует ловушками и потайными ходами. Чтобы пробраться дальше, Принцу придётся использовать свои акробатические умения, прыгая по платформам и избегая ловушек, иногда решая головоломки. В некоторых местах путь Принцу преграждают стражники, вооружённые мечами. Из пассивных опасностей имеют место обламывающиеся плиты (достаточно по ней пробежать), вылезающие из пола колья и зубастые жвалы. Сам Принц должен сперва раздобыть меч в начале первого уровня, иначе один удар стражника вызовет мгновенную смерть (впрочем, первый уровень можно пройти, не находя меч, в этом случае на 2-м уровне он появится автоматически). Чем дальше игрок продвигается по ходу игры, тем сильнее встречаются противники.

## Персонажи и предметы игры

### Персонажи
- Принц Персии. Главный герой игры.
- Стражники. Самый массовый вид противников. Встречаются на всех уровнях, кроме 3-го и 12-го. Отличаются различным цветом одежды и уровнем мастерства владения мечом. На 6-м уровне можно встретить начальника стражи, который выделяется на фоне других стражников своим полным телосложением. На 8-м уровне есть умелый воин, который предпочитает нападению оборону.
- Скелет. Находится на 3-м уровне. Вооружен мечом. Его невозможно убить: можно лишь временно рассыпать на отдельные косточки, которые через некоторое время снова соберутся.
- Тень Принца. Впервые появляется на 4-м уровне после того, как Принц проскочит через волшебное зеркало (прыжок через зеркало отнимает все очки здоровья, кроме последнего). На 5-м уровне выпивает кувшин, дающий дополнительное очко здоровья; на 6-м — закрывает ворота, не давая пройти к выходу с уровня; на 12-м — сражается с Принцем на мечах. Каждый удар по Тени наносит удар по самому принцу. Игрок должен убрать меч в ножны и воссоединиться со своей тенью.
- Джаффар. Главный антагонист игры с высоким уровнем мастерства владения мечом. Как только он будет повержен (для чего потребуется 6 ударов), время остановится и Принц сможет пройти в покои Принцессы.
- Мышка. Домашний любимец Принцессы. Помогает Принцу выбраться из ловушки на 8-м уровне: после того как Принц попадёт в коридор с плитой, открывающей двери выхода на следующий уровень, и нажмет на неё, он окажется запертым решеткой, которую, по истечении некоторого времени, откроет мышка.
- Принцесса. Ждёт Принца в своих покоях у песочных часов. Игрок может видеть, чем занимается Принцесса в своих покоях, во вставках между уровнями.

### Предметы
В игре есть бонусы в виде сосудов с зельями. Отличить их можно по парам, выходящим из горлышка кувшина:
- Малые кувшины с красными парами — восстанавливают одно очко здоровья;
- Большие кувшины с красными парами — восстанавливают здоровье и дают дополнительное очко;
- Кувшины с ядом с синими парами;
- Кувшины с волшебными зельями с зелёными парами. Один из таких кувшинов переворачивает уровень вверх ногами до того момента, пока Принц не выпьет ещё одно такое зелье, погибнет или пройдет уровень. Другой кувшин создаёт эффект парашюта, что позволяет медленно спуститься вниз с большой высоты, или прыгать на большие расстояния.

## Портированные версии
После выпуска для Apple II в 1989 игра была портирована на несколько других платформ:
- Спустя год после выпуска были выпущены порты на другие персональные компьютеры — Amiga, Atari ST и PC.
- В 1992 году были выпущены версии для Sega Master System, Sega Mega-CD, NES, Game Boy и SNES. В том же году появилась версия для Apple Macintosh, с улучшенной графикой, и версия для SAM Coupé[4].
- Затем, в 1993 году последовала версия для Sega Mega Drive.
- В 1999 году появился порт для Game Boy Color.
- Java-версия для мобильных устройств вышла в начале 2000-х. Также выпущена демонстрационная Flash-версия[5].
- В 1994 году вышла неофициальная версия для ZX Spectrum-совместимого компьютера ATM Turbo, созданная российским программистом Андреем Хоничем (Honey Soft, Москва). Эта версия использует EGA-подобный видеорежим ATM Turbo, и не может работать на обычном ZX Spectrum.
- Неофициальная версия для самого ZX Spectrum выпущена в 1996 году, она разработана другим российским программистом (Nicodim)[6]. Точнее, эти версии являются ремейками, а не портами — исходный текст был недоступен.
- В 2007 году Ubisoft выпустил Prince of Persia Classic — ремейк игры для Xbox 360[7]. Версия для PS3 была выпущена в 2008 году.
- В мае 2010 года вышла Prince of Persia Retro для iPhone и iPad.
- В 2012 году в рамках Virtual Console (официального эмулятора от Nintendo) вышел Prince of Persia на платформах Nintendo 3DS, где была использована игра для GameBoy Color, и Wii, где была использована версия для Super Nintendo.

## Продолжения
В 1993 году компания Brøderbund Software разработала и выпустила сиквел под названием Prince of Persia 2: The Shadow and The Flame для платформ Apple Macintosh, PC и SNES.
В 1999 году The Learning Company издала игру Prince of Persia 3D, разработанную студией Red Orb Entertainment для Windows и Dreamcast.

## Ремейки
В 2012 году компания Ubisoft Entertainment выпустила ремейк игры — Prince of Persia Classic, а в 2013 году — ремейк её продолжения Prince of Persia The Shadow and the Flame.

## Модификации
- Существует неофициальная модификация для PC: «pop opr». Она рассчитана на логическое прохождение и во много раз сложнее оригинала. Игроку отводится 100 минут вместо 60.
- Помимо этой также существует свыше 100 неофициальных любительских модификаций, сделанных программистами-любителями. Помимо оригинального, там также существует множество версий с различным дизайном уровней и персонажей. Модификации также имеют различный запас отводимого времени, а также бессрочные.
- Также существует множество редакторов уровней, одним из самых известных является «Apoplexy»[8], выполненный в виде классического редактора уровней и позволяющего создавать самостоятельно практически любые модификации.

## Критика и отзывы
| Русскоязычные издания | Русскоязычные издания |
| Издание               | Оценка                |
| --------------------- | --------------------- |
| Game.EXE              | 4,8 из 5              |

Игра получила 5 звёзд из 5 в журнале «Dragon».
В мае 1991 журнал «Amiga Power» признал игру 12-й в списке лучших игр всех времён.